# Robert Bogey

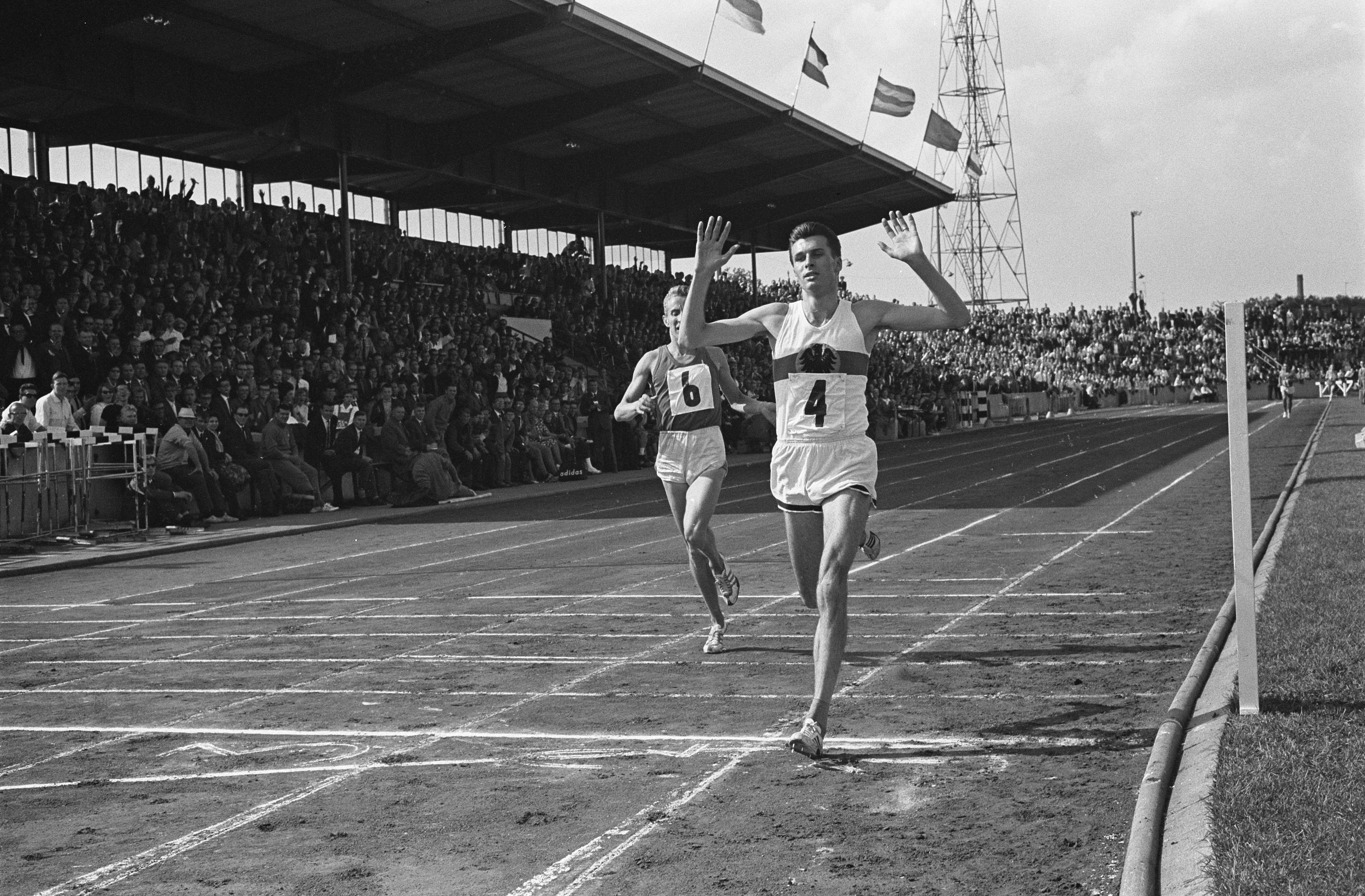
Robert Bogey wird beim Länderkampf 1963 in Enschede Zweiter über 10.000 Meter hinter Peter Kubicki.

Robert Bogey (* 26. November 1935 in Aix-les-Bains) ist ein ehemaliger französischer Leichtathlet, der sich auf den Langstreckenlauf spezialisiert hatte.

## Karriere
Robert Bogey startete für AS Aix-les-Bains. Bei den französischen Landesmeisterschaften siegte Bogey 1960 und 1962 über 10.000 Meter und 1961 und 1963 über 5000 Meter.
1959 bei den Mittelmeerspielen in Beirut siegte Bogey über 5000 Meter mit 1,6 Sekunden Vorsprung vor dem Spanier Luis García. 1960 bei den Olympischen Spielen in Rom traten 33 Läufer zum 10.000-Meter-Lauf an, von denen 29 das Ziel erreichten. Bogey kam als 13. ins Ziel mit einer Dreiviertelminute Rückstand auf die Medaillenränge. Bei den Europameisterschaften 1962 in Belgrad belegte Bogey über 10.000 Meter den fünften Platz mit 0,6 Sekunden Rückstand auf den drittplatzierten Briten Roy Fowler. Drei Tage danach wurde Bogey Achter über 5000 Meter.

## Bestleistungen
- 5000 Meter: 13:53,6 Minuten, 13. September 1962 in Belgrad (Vorlauf der Europameisterschaften)
- 10.000 Meter: 28:48,2 Minuten, 3. Juli 1963 in Moskau